# 施韦格恩
施韦格恩是德国巴登-符腾堡州的一个市镇。总面积49.48平方公里，总人口11016人，其中男性5464人，女性5552人（2011年12月31日），人口密度223人/平方公里。